# Евгений (Сахаров-Платонов)
Епископ Евгений (в миру Макарий Дмитриевич Сахаров-Платонов; 1814, Урень, Варнавинский уезд, Костромская губерния — 26 июня 1888, Симбирский Покровский монастырь) — епископ Русской православной церкви, епископ Симбирский и Сызранский.

## Биография
Родился в селе Урень Варнавинского уезда Костромской губернии в семье дьякона.
Первоначальное образование получил в Костромской духовной семинарии (1828—1834), где в старших классах исполнял должность лектора по классу греческого и немецкого языков. Был направлен в Московскую духовную академию, которую в 1838 году окончил первым по списку со степенью магистра и оставлен в ней бакалавром библейской герменевтики и библейской археологии по классу истолковательного богословия. Во время обучения в академии в 1837 году получил платоновскую стипендию и вторую фамилию в память митрополита Платона, учредившего эту стипендию для студентов академии — первым после 13-летнего перерыва. Его магистерское сочинение «О связи греха с болезнями и смертью» было особо отмечено Конференцией академии и в 1838 году было рекомендовано к публикации, но так и не было напечатано. В конце обучения, 29 августа 1838 года был пострижен в монашество и 4 сентября рукоположён во иеромонаха. По окончании академии вместе с некоторыми другими выпускниками ходил к Серафиму Саровскому, который поклонился будущему епископу в ноги, провидя его благочестивое служение.
Состоял библиотекарем академии, а с 21 сентября 1842 года — инспектором Московской духовной академии. В 1841 году был назначен первым преподавателем патристики, вновь введённой в академии.
Указом Синода от 15 октября 1841 года он был причислен к соборным иеромонахам Александро-Невской лавры; 28 февраля 1843 года возведён в сан архимандрита с присвоением степени настоятеля третьеклассного монастыря, но без назначения в какой-либо монастырь (титулярное архимандритство). С 15 февраля 1844 года — экстраординарный профессор академии.
В 1838—1840 годах им были составлены лекции по герменевтике, одобренные Филаретом (Дроздовым), в 1842—1846 годах — лекции по всему курсу Священного писания. Из этих лекций был опубликован фрагмент «О прообразовательном смысле Священного Писания».
С 13 февраля 1847 года — ректор и профессор богословских наук Вифанской духовной семинарии, а с 22 мая — настоятель Московского Златоустовского монастыря.
С 20 декабря 1849 года — ректор и профессор богословских наук Московской духовной семинарии и настоятель Московского Высокопетровского монастыря.
Митрополит Московский и Коломенский Филарет (Дроздов) писал о владыке Евгении, когда возникло предположение назначить его ректором Казанской духовной академии, к искреннему другу своему Казанскому архиерею Григорию: «Ректор Московской семинарии Евгений — человек честный и добрый, основательный в познаниях, тихого характера и голоса. Для своих хорош, не блистательный для внешних. Мне было бы желательно, чтобы он продолжал службу у нас, но если ему открывается путь к высшему доверию начальства, да будет то, что служит к общей пользе и ему может быть полезно для дальнейшей службы…»
С 31 августа 1853 года — ректор Московской духовной академии. Одновременно ему была присвоена степень архимандрита первоклассного монастыря с оставлением настоятелем Высокопетровского монастыря.
В бытность свою ректором, как и раньше инспектором академии, отец Евгений отличался добрыми качествами ума и сердца, за которые его любили и уважали. В академии хранились живые предания о глубоком его уме, рассудительности, крайней осторожности, о величавой доброте и милосердии к нищим, о дивном его смирении, о строго-аскетическом образе жизни.
6 октября 1857 года хиротонисан во епископа Дмитровского, викария Московской епархии.
С 13 октября 1858 года — епископ Симбирский и Сызранский.
Награждён орденом Св. Владимира 2-й степени.
7 декабря 1874 года уволен на покой в Симбирский Покровский монастырь.
В последнее время жизни преосвященный наложил на себя обет молчания, хотя изредка принимал приходивших к нему за советом, но мало разговаривал. Затем перестал совсем принимать посетителей и весь отдался самосозерцанию. Бывший в Симбирске при владыке Евгении пожар приостановлен силою его молитвы.
Скончался 26 июня (8 июля) 1888 года. Был погребён в усыпальнице под алтарём Николаевского собора в Симбирске.

## Сочинения
- Святой Ириней, епископ Лионский
- О любящих Бога
- О прообразовательном смысле Священного Писания
- Оброцы греха смерть (Рим. 6, 23)
- Речь, говоренная в Московской Святейшего Синода конторе бывшим ректором Московской Духовной Академии, настоятелем Высокопетровского монастыря, архимандритом Евгением по наречении его во Епископа Дмитровского, Викария Московской Митрополии, 4 октября 1857